# Pierre Costar
Pierre Costar (* 1603 in Paris; † 13. Mai 1660 in Le Mans) war ein französischer Schriftsteller.

## Leben und Werk
Pierre Costar, Sohn eines Pariser Hutmachers, schlug eine weltlich orientierte Karriere als römisch-katholischer Geistlicher und Gelehrter ein und wurde 1648 Mitglied des Domkapitels der Kathedrale von Le Mans. Er ist vor allem bekannt aus einer Polemik über die Briefe von Vincent Voiture. Dessen Neffe, Martin de Pinchesne (1616–1680), hatte die Briefe nach Voitures Tod 1548  veröffentlicht. Sofort wurden sie mit denen von Jean-Louis Guez de Balzac aus dem Jahr 1624 verglichen, denen gegenüber sie einen wesentlich freieren und spontaneren Stil pflegten, welcher dem Zeitgeist entgegenkam. Costar, der sich seiner Freundschaft mit Voiture aber auch der 20-jährigen Freundschaft mit Gilles Ménage rühmte, dem bedeutendsten Philologen seiner Zeit, übernahm auf Wunsch Pinchesnes die Verteidigung Voitures, nachdem er früher auch Balzac bewundert hatte. Der noch lebende Balzac bat den Gelehrten Paul-Thomas de Girac († 1663), gegen Costar vorzugehen. Die Polemik erstreckte sich über mehrere Jahre und brachte 5 Schriften hervor. Zusätzlich veröffentlichte Costar seine Gespräche mit Voiture, die in jüngster Zeit kritisch herausgegeben wurden, sowie eigene Briefe, die aber nach dem Urteil von Alain Viala unbedeutend sind.

## Werke (Auswahl)

### Polemik zwischen Costar und Girac
- Défense des ouvrages de Monsieur de Voiture. A Monsieur de Balzac. A. Courbé, Paris 1653, 1654. 2. Auflage. T. Jolly, Paris 1664. (mit Vorwort von Pinchesne)
  - Suite de la defense des oeuvres de Monsieur de Voiture. A Monsieur Ménage. A. Courbé, Paris 1655.
  - Apologie de Monsieur Costar. A Monsieur Ménage. A. Courbé, Paris 1657.
- Paul-Thomas de Girac: Response du Sieur de Girac à la Defense des œuvres de Monsieur de Voiture faite par Monsieur Costar, avec quelques remarques sur ses Entretiens. Augustin Courbé, Paris 1655.
  - Paul-Thomas de Girac: Replique de Monsieur de Girac à Monsieur Costar, où sont examinées les bévues & les invectives du livre intitulé Suite de la defense de Monsieur de Voiture. Leiden 1660.

### Weitere Schriften
- Les Entretiens de Monsieur de Voiture et de Monsieur Costar. A. Courbé, Paris 1654, 1655. Slatkine, Genf 1972.
  - (mit Vincent Voiture) Entretiens. Hrsg. Cécile Tardy. Classiques Garnier, Paris 2013.
- Lettres de Monsieur Costar. 2 Bde. A. Courbé, Paris 1658–1659.
- (postum) Recueil des plus beaux endroits de Martial, par feu M. Costar. Und Pierre Nicole: Traité de la beauté des ouvrages d’esprit, et particulièrement de l’épigramme. Aus dem Latein übersetzt von M. G. L. A. C. [Germain La Faille, 1616–1711]. G.-L. Colomyez et J. Posuël, Toulouse 1689.
- (Kleines Lexikon berühmter Literaten und Gelehrter Frankreichs und Europas) In: Pierre-Nicolas Desmolets (Hrsg.) Mémoires de littérature et d’histoire. Bd. 2. Nyon, Paris 1749, S. 319–368.